# Andrzej Niemczyk
Andrzej Niemczyk (né le 16 janvier 1944 à Łódź et mort le 2 juin 2016) est un joueur polonais, entraineur de l'équipe de Pologne de volley-ball féminin, dont il est considéré comme le parrain.

## Biographie
Après sa carrière de joueur, Andrzej Niemczyk entraine l'équipe féminine de ChKS Łódź, avec laquelle il obtient la montée en ligue 1, puis le titre national en 1976. Il prendra en charge l'Équipe de Pologne de volley-ball féminin pendant deux années (entre 1975 et 1977), puis part pour l'Allemagne, où le club de Bayer Lohhof ainsi que l'équipe nationale lui offre un beau palmarès en quelque dix années. Après cette faste période, il arrive en Turquie, pour accompagner les équipes de Eczacibasi Stambuł et Vakifbank Ankara. En Pologne, la démission de Zbigniew Krzyżanowski en avril 2003 le rappelle au pays, pour lequel il prend les fonctions d'entraineur national féminin. Il remporte le titre européen en 2003, en Turquie, puis 2005 en Croatie. Il démissionne après le mauvais résultat du Grand Prix 2006 et le départ de Małgorzata Glinka, mais une lettre ouverte des joueurs polonais envoyée aux instances dirigeantes lui permet d'accéder au poste de sélectionneur.
Marié à trois reprises (dont avec la joueuse Barbara Hermel), Andrzej Niemczyk a quatre filles qui se distinguent elles aussi au volley-ball, Natascha, Saskia, Małgorzata et Kinga.

## Carrière

### Entraineur

#### Club
| Club                | Pays      | Période   | Qualité   | Palmarès                                                       |
| ------------------- | --------- | --------- | --------- | -------------------------------------------------------------- |
| SV Lohhof           | Allemagne | 1981-1982 | Principal | Champion d'Allemagne, Coupe d'Allemagne, Champion d'Europe CEV |
| SV Lohhof           | Allemagne | 1982-1983 | Principal | Champion d'Allemagne, Coupe d'Allemagne                        |
| SV Lohhof           | Allemagne | 1983-1984 | Principal | Champion d'Allemagne, Coupe d'Allemagne                        |
| SV Lohhof           | Allemagne | 1984-1985 | Principal |                                                                |
| SV Lohhof           | Allemagne | 1985-1986 | Principal | Champion d'Allemagne, Coupe d'Allemagne                        |
| SV Lohhof           | Allemagne | 1986-1987 | Principal | Champion d'Allemagne                                           |
| SV Lohhof           | Allemagne | 1987-1988 | Principal | Champion d'Allemagne                                           |
| SV Lohhof           | Allemagne | 1988-1989 | Principal |                                                                |
| SV Lohhof           | Allemagne | 1989-1990 | Principal |                                                                |
| SV Lohhof           | Allemagne | 1990-1991 | Principal |                                                                |
| SV Lohhof           | Allemagne | 1991-1992 | Principal |                                                                |
| SV Lohhof           | Allemagne | 1992-1993 | Principal |                                                                |
| SCC Berlin          | Allemagne | 1993-1994 | Principal | Coupe d'Allemagne                                              |
| SCC Berlin          | Allemagne | 1994-1995 | Principal |                                                                |
| SCC Berlin          | Allemagne | 1995-1996 | Principal | Coupe d'Allemagne                                              |
| Güneş Vakıfbank     | Turquie   | 1996-1997 | Principal | Champion de Turquie                                            |
| Güneş Vakıfbank     | Turquie   | 1997-1998 | Principal | Champion de Turquie                                            |
| Güneş Vakıfbank     | Turquie   | 1998-1999 | Principal | Champion de Turquie                                            |
|                     | Turquie   | 2000-2000 | Principal |                                                                |
| Eczacıbaşı istanbul | Turquie   | 2000-2001 | Principal | Champion de Turquie                                            |

#### Nation
| Pays      | Période   | Qualité   | Palmarès          |
| --------- | --------- | --------- | ----------------- |
| Pologne   | 1975-1976 | Principal | 6e aux CE1975     |
| Pologne   | 1976-1977 | Principal |                   |
| Pologne   | 1977-1978 | Principal | 4e aux CE1977     |
| Allemagne | 1981-1982 | Principal | 14e aux CM1982    |
| Allemagne | 1982-1983 | Principal | 5e aux CE1983     |
| Allemagne | 1983-1984 | Principal | 6e aux JO1984     |
| Allemagne | 1984-1985 | Principal | 6e aux CE1985     |
| Allemagne | 1985-1986 | Principal | 13e aux CM1986    |
| Allemagne | 1986-1987 | Principal | 9e aux CE1987     |
| Allemagne | 1987-1988 | Principal |                   |
| Allemagne | 1988-1989 | Principal | 6e aux CE1989     |
| Pologne   | 2003-2004 | Principal | Champion d'Europe |
| Pologne   | 2004-2005 | Principal |                   |
| Pologne   | 2005-2006 | Principal | Champion d'Europe |

## Récompenses et distinctions
- Le 22 novembre 2005, il devient Officier dans l'orde de la Ordre Polonia Restituta.